# چوپان دروغگو

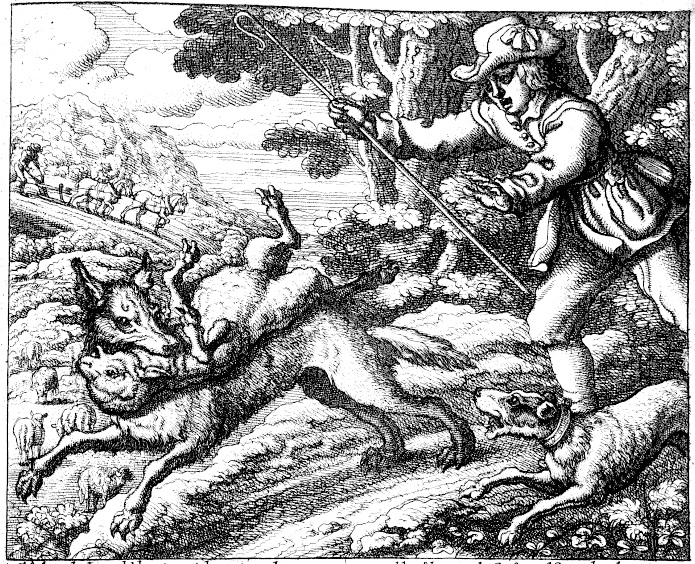
نگاره‌ای از فرانسیس بارلو بر اساس اسطوره‌های ایزوپ، ۱۶۸۷

چوپان دروغگو نام داستانی است از ازوپ که در افسانه‌های ازوپ (یونان باستان) آمده‌است. این داستان، ماجرای چوپان جوانی است که برای خوش‌گذرانی گاهی به دروغ فریاد «گرگ! گرگ!» سر می‌دهد. از قضا روزی گرگ به گله‌اش می‌زند و مردم گمان می‌کنند باز هم دروغ می‌گوید و بنابراین کسی به کمک او نمی‌رود.
این داستان که در ایران نیز معروف است با الهام از روایت هانری ریشه (Henri Richer) شاعر فرانسوی قرن هجدهم به فارسی برگردانده و در کتاب فارسی سال دوم دبستان قرار داده شده‌است.

## خلاصهٔ داستان
چوپانی گاه‌گاه بی‌سبب فریاد می‌کرد: «گرگ آمد! گرگ آمد!» مردم برای نجات چوپان و گوسفندان به سوی او می‌دویدند، اما چوپان می‌خندید و مردم می‌فهمیدند که دروغ گفته‌است. از قضا روزی گرگی به گلّه زد. چوپان فریاد کرد و کمک خواست. مردم گمان کردند که باز دروغ می‌گوید. هر چه فریاد زد هیچ‌کس به کمک او نرفت. چوپان دروغگو تنها ماند و گرگ گوسفندان او را درید.